# Талларон
Талларон (англ. Tullaroan; ирл. Tulach Ruáin) — деревня в Ирландии, находится в графстве Килкенни (провинция Ленстер).